# São Leonardo (Alfredo Wagner)
São Leonardo é um distrito do município catarinense de Alfredo Wagner, antigamente conhecido como Vila Quebra-Dentes, localizada no sopé da serra do Quebra-Dente, às margens do rio Adaga.
O nome da serra e da vila se originou das dificuldades que as mulas dos tropeiros encontravam para subir os aclives do caminho, pois escorregavam e batiam com a queixada no solo, "quebrando os dentes".
Já o nome São Leonardo surgiu em 1963, quando o filho do professor Leonardo Harger, Renato Antonio Harger, elegeu-se vereador na primeira gestão e apresentou um projeto criando o distrito com o nome de São Leonardo, aprovado pela Câmara de Vereadores em 7 de fevereiro daquele ano e, posteriormente, homologado pela Assembleia Legislativa de Santa Catarina.
Na Vila Quebra-Dentes e região existia um hotel, armazéns, atafonas para fazer farinha de milho, engenho de farinha, galpão de pouso para tropeiros e pastagens para animais, como gado e mulas; contava com um comércio completo e com a primeira rodoviária e o primeiro cartório do município de Alfredo Wagner. O aumento do transporte de madeira enriqueceu ainda mais o comércio da região e surgiram algumas fábricas como de montagens de rádios, pequenas fábricas de sandálias e chinelos e fábrica de móveis.